# Associazione Calcio Prato 1973-1974
Questa pagina raccoglie le informazioni riguardanti l'Associazione Calcio Prato nelle competizioni ufficiali della stagione 1973-1974.

## Rosa
| N. |                   | Ruolo | Calciatore            |
| -- | ----------------- | ----- | --------------------- |
|    | Italia (bandiera) | D     | Pier Luigi Bertini    |
|    | Italia (bandiera) |       | Stefano Biancalani    |
|    | Italia (bandiera) | A     | Ivano Bosdaves        |
|    | Italia (bandiera) | C     | Marco Bracci          |
|    | Italia (bandiera) | A     | Stefano Bronzini      |
|    | Italia (bandiera) | D     | Massimo Carlesi       |
|    | Italia (bandiera) |       | Paolo Cecconi         |
|    | Italia (bandiera) | P     | Doriano Crespan       |
|    | Italia (bandiera) | C     | Massimo Dabizzi       |
|    | Italia (bandiera) | C     | Gianni De Angelis     |
|    | Italia (bandiera) | C     | Lucio Dell'Angelo     |
|    | Italia (bandiera) | D     | Luciano De Luca       |
|    | Italia (bandiera) | C     | Gian Cesare Discepoli |
|    | Italia (bandiera) | A     | Renato Fantozzi       |
|    | Italia (bandiera) |       | Silvio Fantozzi       |

| N. |                   | Ruolo | Calciatore          |
| -- | ----------------- | ----- | ------------------- |
|    | Italia (bandiera) | A     | Andrea Fattori      |
|    | Italia (bandiera) | D     | Dino Fedi           |
|    | Italia (bandiera) | P     | Luciano Giorgi      |
|    | Italia (bandiera) |       | Stefano Gori        |
|    | Italia (bandiera) |       | Maurizio Lemmi      |
|    | Italia (bandiera) | C     | Gianfranco Lizzari  |
|    | Italia (bandiera) |       | Massimo Magni       |
|    | Italia (bandiera) |       | Francesco Martini   |
|    | Italia (bandiera) | D     | Claudio Montepagani |
|    | Italia (bandiera) |       | Maurizio Nardi      |
|    | Italia (bandiera) |       | Marco Nerozzi       |
|    | Italia (bandiera) | D     | Bernardo Nicoloso   |
|    | Italia (bandiera) |       | Andrea Ponticelli   |
|    | Italia (bandiera) |       | Rossano Rossi       |
|    | Italia (bandiera) |       | Raffaele Zoppi      |